# Coppa Intertoto UEFA 2002
La Coppa Intertoto UEFA 2002 fu l'ottava edizione della competizione continentale, disputata tra il 22 giugno e il 27 agosto 2002 e conclusa con le vittorie di Malaga, Fulham e Stoccarda che ottennero l'accesso alla Coppa UEFA 2002-2003.

## Primo turno
Le gare di andata sono state disputate il 22 e il 23 giugno, quelle di ritorno il 29 e il 30 giugno.
| Squadra 1                  | Totale      | Squadra 2        | Andata       | Ritorno |
| -------------------------- | ----------- | ---------------- | ------------ | ------- |
| Lokeren                    | 5 - 4       | WIT Georgia      | 3 - 1        | 2 - 3   |
| BATĖ Borisov               | 3 - 0       | AB               | 1 - 0        | 2 - 0   |
| Zurigo                     | 8 - 2       | Brotnjo          | 7 - 0        | 1 - 2   |
| AS Trenčín                 | 3 - 6       | Slaven Belupo    | 3 - 1        | 0 - 5   |
| Honvéd                     | 0 - 1       | Žalgiris         | 0 - 1        | 0 - 0   |
| San Gallo                  | 11 - 1      | B68 Toftir       | 5 - 1        | 6 - 0   |
| EN Paralimni               | 1 - 5       | Bregenz          | 0 - 2        | 1 - 3   |
| União Leiria               | 2 - 4       | Levadia Maardu   | 0 - 3 (tav.) | 2 - 1   |
| Valletta                   | 1 - 2       | Teuta            | 1 - 2        | 0 - 0   |
| Coleraine                  | 7 - 2       | Sant Julià       | 5 - 0        | 2 - 2   |
| Marek Dupnica              | 3 - 1       | Caersws          | 2 - 0        | 1 - 1   |
| Cementarnica 55            | 3 - 4       | FH Hafnarfjörður | 1 - 3        | 2 - 1   |
| Rijeka                     | 3 - 3 (gfc) | St Patrick's     | 3 - 2        | 0 - 1   |
| Constructorul-93 Cioburciu | 0 - 4       | Synot            | 0 - 0        | 0 - 4   |
| Santa Clara                | 5 - 3       | Širak            | 2 - 0        | 3 - 3   |
| Helsingborg                | 1 - 0       | Koper            | 1 - 0        | 0 - 0   |
| Gloria Bistrița            | 2 - 0       | Union Luxembourg | 2 - 0        | 0 - 0   |
| Zbrojovka Brno             | 1 - 6       | Ashdod           | 0 - 5        | 1 - 1   |
| Zagłębie Lubin             | 1 - 2       | Dinaburg         | 1 - 1        | 0 - 1   |
| Obilić                     | 2 - 3       | Haka             | 1 - 2        | 1 - 1   |

## Secondo turno
Le gare di andata sono state disputate il 6 e il 7 luglio, quelle di ritorno il 13 e il 14 luglio.
| Squadra 1              | Totale      | Squadra 2        | Andata | Ritorno     |
| ---------------------- | ----------- | ---------------- | ------ | ----------- |
| Coleraine              | 2 - 4       | Troyes           | 1 - 2  | 1 - 2       |
| Villarreal             | 4 - 2       | FH Hafnarfjörður | 2 - 0  | 2 - 2       |
| Gent                   | 3 - 3 (gfc) | St Patrick's     | 2 - 0  | 1 - 3       |
| Kryl'ja Sovetov Samara | 4 - 0       | Dinaburg         | 3 - 0  | 1 - 0       |
| Willem II              | 2 - 1       | San Gallo        | 1 - 0  | 1 - 1 (dts) |
| Zurigo                 | 1 - 0       | Levadia Maardu   | 1 - 0  | 0 - 0       |
| Gloria Bistrița        | 3 - 1       | Teuta            | 3 - 0  | 0 - 1       |
| Ashdod                 | 1 - 2       | Marek Dupnica    | 1 - 1  | 0 - 1       |
| Slaven Belupo          | 3 - 0       | Belenenses       | 2 - 0  | 1 - 0       |
| Fulham                 | 1 - 1 (gfc) | Haka             | 0 - 0  | 1 - 1       |
| Sochaux                | 4 - 1       | Žalgiris         | 2 - 0  | 2 - 1       |
| Teplice                | 9 - 2       | Santa Clara      | 5 - 1  | 4 - 1       |
| Stoccarda              | 3 - 0       | Lokeren          | 2 - 0  | 1 - 0       |
| Torino                 | 2 - 1       | Bregenz          | 1 - 0  | 1 - 1       |
| Monaco 1860            | 0 - 5       | BATĖ Borisov     | 0 - 1  | 0 - 4       |
| Synot                  | 4 - 2       | Helsingborg      | 4 - 0  | 0 - 2       |

## Terzo turno
Le gare di andata sono state disputate il 20 e il 21 luglio, quelle di ritorno il 27 luglio.
| Squadra 1              | Totale          | Squadra 2     | Andata | Ritorno |
| ---------------------- | --------------- | ------------- | ------ | ------- |
| NAC Breda              | 1 - 1 (gfc)     | Troyes        | 1 - 1  | 0 - 0   |
| Stoccarda              | 4 - 3           | Perugia       | 3 - 1  | 1 - 2   |
| Fulham                 | 2 - 1           | Egaleo        | 1 - 0  | 1 - 1   |
| Gloria Bistrița        | 0 - 3           | Lilla         | 0 - 2  | 0 - 1   |
| Bologna                | 2 - 0           | BATĖ Borisov  | 2 - 0  | 0 - 0   |
| Malaga                 | 4 - 1           | Gent          | 3 - 0  | 1 - 1   |
| Marek Dupnica          | 1 - 6           | Slaven Belupo | 0 - 3  | 1 - 3   |
| Synot                  | 0 - 3           | Sochaux       | 0 - 3  | 0 - 0   |
| Torino                 | 2 - 2 (3-4 dtr) | Villarreal    | 2 - 0  | 0 - 2   |
| Zurigo                 | 2 - 3           | Aston Villa   | 2 - 0  | 0 - 3   |
| Kaiserslautern         | 2 - 5           | Teplice       | 2 - 1  | 0 - 4   |
| Kryl'ja Sovetov Samara | 3 - 3 (gfc)     | Willem II     | 3 - 1  | 0 - 2   |

## Semifinali
Le gare di andata sono state disputate il 31 luglio, quelle di ritorno il 7 agosto.
| Squadra 1  | Totale | Squadra 2     | Andata | Ritorno      |
| ---------- | ------ | ------------- | ------ | ------------ |
| Fulham     | 3 - 0  | Sochaux       | 1 - 0  | 2 - 0        |
| Lilla      | 3 - 1  | Aston Villa   | 1 - 1  | 2 - 0        |
| Stoccarda  | 3 - 1  | Slaven Belupo | 2 - 1  | 1 - 0        |
| Villarreal | 3 - 0  | Troyes        | 0 - 0  | 3 - 0 (tav.) |
| Malaga     | 3 - 1  | Willem II     | 2 - 1  | 1 - 0        |
| Bologna    | 8 - 2  | Teplice       | 5 - 1  | 3 - 1        |

## Finali
Le gare di andata sono state disputate il 13 agosto, quelle di ritorno il 27 agosto.
| Squadra 1  | Totale | Squadra 2 | Andata | Ritorno |
| ---------- | ------ | --------- | ------ | ------- |
| Villarreal | 1 - 2  | Malaga    | 0 - 1  | 1 - 1   |
| Bologna    | 3 - 5  | Fulham    | 2 - 2  | 1 - 3   |
| Lilla      | 1 - 2  | Stoccarda | 1 - 0  | 0 - 2   |